# Konstantin Kozeyev
Konstantin Mirovich Kozeyev (em russo:  Константин Мирович Козеев) (Kaliningrado, 1 de dezembro de 1967) é um ex-cosmonauta russo.
Formado pelo Instituto de Tecnologia e Aviação de Moscou e qualificado como cosmonauta em fevereiro de 1996, foi ao espaço como engenheiro de voo da missão Soyuz TM-33 à Estação Espacial Internacional, em outubro de 2001.